# Чильтальд
Чильтальд — высочайшая гора в массиве Туадаш Тундры на Кольском полуострове (Мурманская область России). Расположена в центральной части упомянутого массива. Высота вершины 907 м.
Расположена выше зоны леса. Гора периодически посещается туристами-походниками, доступна из посёлка Верхнетуломский (а сам посёлок доступен из Мурманска, в том числе ходит автобус) по плохой дороге, а затем пешком. Чаще посещается летом, но есть примеры зимних лыжных походов. На вершине горы — разрушенный геодезический знак. Вблизи Чильтальда расположены также перевалы, изредка используемые для переваливания через Туадаш Тундры.